# Paraulopus
Paraulopidae
Famille
Genre
Paraulopus est un genre de poissons marins aulopiformes, le seul de la famille des Paraulopidae.

## Liste d'espèces
Selon World Register of Marine Species (17 août 2024) :
- Paraulopus atripes Sato (d) & Nakabo (d), 2003
- Paraulopus balteatus Gomon (d), 2010
- Paraulopus brevirostris (Fourmanoir, 1981)
- Paraulopus filamentosus (Okamura (d), 1982)
- Paraulopus japonicus (Kamohara (d), 1956)
- Paraulopus legandi (Fourmanoir & Rivaton (d), 1979)
- Paraulopus longianalis Sato (d), Gomon (d) & Nakabo (d), 2010
- Paraulopus maculatus (Kotthaus (d), 1967)
- Paraulopus melanogrammus Gomon (d) & Sato (d), 2004
- Paraulopus melanostomus Sato (d), Gomon (d) & Nakabo (d), 2010
- Paraulopus nigripinnis (Günther, 1878)
- Paraulopus novaeseelandiae Sato (d) & Nakabo (d), 2002
- Paraulopus oblongus (Kamohara (d), 1953)
- Paraulopus okamurai Sato (d) & Nakabo (d), 2002

## Étymologie
Le nom générique, Paraulopus, est la combinaison du grec ancien παρά, pará, « à côté de ; proche », et du genre Aulopus.

## Publication originale
- (en) Tomoyasu Sato et Tetsuji Nakabo, « Paraulopidae and Paraulopus, a new family and genus of aulopiform fishes with revised relationships within the order », Ichthyological Research, Springer Science+Business Media et Nihon Gyorui Gakkai (d), vol. 49, no 1,‎ février 2002, p. 25-46 (ISSN 1341-8998 et 1616-3915, DOI 10.1007/S102280200004).